# Эффект бабочки
Эффе́кт ба́бочки — термин в естественных науках, обозначающий свойство некоторых хаотичных систем: незначительное влияние на систему может иметь большие и непредсказуемые последствия, в том числе в совершенно другом месте. Например, при движении рукой можно вызвать вихрь в воздухе, который в конечном итоге может повлиять на характер движения воздуха в других частях комнаты или даже на открытом воздухе. Эти изменения могут оказать влияние на будущее.

## История термина
Детерминированно-хаотические системы чувствительны к малым воздействиям. Анри Пуанкаре описал Теорию хаоса в исследовании к задаче о движении трёх тел в 1890 году. Позже он предположил, что такие явления могут быть общими, например, в области метеорологии. В хаотическом мире трудно предсказать, какие вариации возникнут в данное время и в данном месте, ошибки и неопределённость нарастают экспоненциально с течением времени. Эдвард Лоренц (1917—2008) назвал это явление «эффектом бабочки»: бабочка, взмахивающая крыльями в Айове, может вызвать лавину эффектов, которые могут достигнуть высшей точки в дождливый сезон в Индонезии («эффект бабочки» вызывает и аллюзию к рассказу 1952 года Р. Брэдбери «И грянул гром», где гибель бабочки в далёком прошлом изменяет мир очень далекого будущего; также можно увидеть аллюзию к сказке братьев Гримм «Вошка и блошка», где ожог главной героини в итоге приводит ко всемирному потопу).

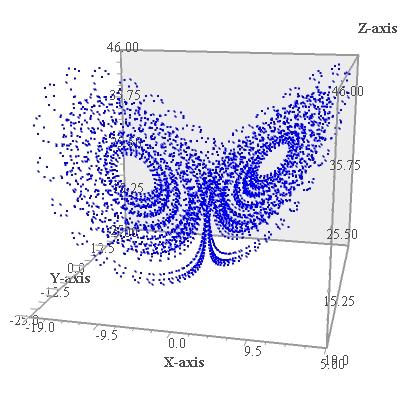
«Бабочка Лоренца» — видна бинарность решений системы нелинейных дифференциальных уравнений, при разных параметрах стремящихся к одному из крыльев-аттракторов

У Э. Лоренца это выражение изначально имело иной смысл. Лоренц изучал системы дифференциальных уравнений, описывающих состояние атмосферы, и обнаружил, что математическая модель глобального климата имеет два странных аттрактора, вокруг которых группируются частные решения. При этом система способна перепрыгивать от одного аттрактора к другому (например, из нормального климата к ледниковому периоду и обратно) совершенно непредсказуемо, в результате неощутимых изменений исходных параметров. График, изображающий две смежные области решений, тяготеющие к двум разным аттракторам, из-за своей характерной формы получил название «бабочки Лоренца».
«Небольшие различия в начальных условиях рождают огромные различия в конечном явлении… Предсказание становится невозможным» (А. Пуанкаре, по: Хорган, 2001).

## В искусстве
Описание этого эффекта приведено в стихотворении Самуила Маршака «Гвоздь и подкова», основанном на старинной английской пословице:
Не было гвоздя —

Подкова пропала.

Не было подковы —

Лошадь захромала.

Лошадь захромала —

Командир убит.

Конница разбита —

Армия бежит.

Враг вступает в город,

Пленных не щадя,

Оттого, что в кузнице

Не было гвоздя
В книге «Интересные времена» английского писателя Терри Пратчетта описан волшебный вид бабочек с фрактальной формой крыльев, один взмах которыми может воздействовать на погоду: 
Квантовая погодная бабочка (мотылекус буреносус) неприметного желтого цвета. Куда больший интерес представляют узоры Мандельброта на ее крылышках – сложные многоцветные завитки, перемежающиеся странными скоплениями черного в виде сердечек.
Ну а самая выдающаяся особенность квантовых бабочек заключается в их способности управлять погодой.
Предполагается, что эта способность развилась у них в процессе естественного отбора – даже самая изголодавшаяся птица не позарится на кормежку в виде локализованного торнадо. Однако впоследствии эта приспособительная черта превратилась во вторичный половой признак, вроде плюмажа у птиц или горлового мешка у некоторых видов лягушек. «Посмотри на меня, – призывает самец, лениво взмахивая крыльями где-нибудь под пологом тропического леса. – Может, по цвету я совсем неприметен, однако недели через две и за тысячу миль отсюда все только и будут говорить о том, что „нетипичные для наших широт бури и ураганы послужили причиной серьезных разрушений“».